# Tabù alimentare
Il termine tabù alimentare designa una proibizione culturale o religiosa riferita a un alimento, più comunemente per quanto concerne alimenti di origine animale.

## Principali tabù alimentari

### Abbattimento degli animali e preparazione delle carni
Per l'ebraismo e l'islam, una carne non è pura se l'animale non è stato abbattuto in funzione d'un certo rituale, che presenta delle differenze tra le due religioni. Inoltre, nell'ebraismo, sono impure tutte le parti dell'animale che non hanno l'autorizzazione a essere consumate, come il nervo sciatico o il sangue.
Una volta che l'animale è stato abbattuto, la preparazione della carne è qualche volta sottoposta a certune interdizioni: in particolare, la carne cruda è spesso proibita. Non solamente si guasta più velocemente che la carne cotta (e può più facilmente diventare tossica o infetta), ma rinvia anche all'animalità (la cottura del cibo distingue simbolicamente l'uomo dall'animale), e quindi a uno stato inferiore, non civilizzato, perfino impuro. Nell'Antica Roma, la carne cruda era vietata ai sacerdoti di Giove (flamen dialis).
Sebbene siano autorizzate e normate nella maggior parte dei paesi occidentali, queste forme di abbattimento degli animali sono sovente criticate, per ragioni molto diverse tra loro che possono riassumersi: protezione degli animali, problemi di salubrità, consumo di questi prodotti senza esserne a conoscenza ma anche xenofobia e rifiuto dei costumi "stranieri". La polemica è a tal punto forte che gli argomenti sono ripresi per fini politici o ideologici (come le dichiarazioni di Brigitte Bardot o anche il libro di Azouz Begag dal provocatorio titolo Un montone nella vasca da bagno, titolo che fra proprio riferimento a questa controversia).
Nell'Occidente moderno, la carne cruda è raramente consumata, eccetto per qualche frutto di mare e qualche pietanza come la bistecca alla tartara o il carpaccio.
In Giappone, il consumo di pesce crudo è abituale (sushi, sashimi, ecc.), come anche quella delle carni di cavallo (detto basashi) e di cinghiale preparate alla maniera del sashimi. A partire dagli anni ottanta, il sushi di pesce è diventato popolare in Europa e nelle Americhe, dov'è diventato un piatto di moda.
I tabù riguardanti le carni crude si applicano a maggior ragione sugli animali vivi.

### Alcol
Il carattere inebriante e potenzialmente tossico dell'alcol ha provocato la sua interdizione parziale o totale in diverse culture:
- il consumo dell'alcol è vietato da numerose religioni e sette: l'islam, il gianismo, il sikhismo, il buddismo, la fede Bahá'í, il mormonismo, e certe chiese cristiane (come i battisti e gli avventisti[9] per esempio).
- negli Stati Uniti d'America, la vendita di alcol è stata vietata (proibizionismo) dal 1920 al 1933 sotto l'influenza del movimento della temperanza puritano.
- la produzione, la vendita e il consumo dell'alcol sono vietate o strettamente regolamentate in più paesi a maggioranza musulmana e la repressione dei trasgressori è spesso molto severa come in particolare in Arabia Saudita[10] e Iran[11].

### Animali e alimenti d'origine animale
Che si tratti di motivazioni religiose o ideologiche, la carne animale e i prodotti d'origine animale possono essere oggetto di tabù. Il vegetarianesimo predica il non-consumo della carne animale mentre il veganismo predica il non-consumo non solo della carne ma anche dei prodotti d'origine animale.

### Animali vivi
In Occidente, non è costume mangiare la carne di animali vivi, con l'eccezione di certi frutti di mare quali ostriche, buccini e littorine.
In altri paesi, invece, mangiare un animale ancora vivo può essere apprezzato (sashimi di pesce ikizukuri in Giappone).
La cultura ebraica sancisce con decisione il divieto di consumare parti di un animale vivo, in quanto pratica di crudeltà estrema, tanto che include questa proibizione all'interno dei sette precetti noachici, quei comandamenti che sono proposti non al solo popolo ebraico, ma a tutta l'umanità.

### Frattaglie e interiora
Sebbene facciano parte della tradizione gastronomica italiana ed europea da secoli, le frattaglie sono sovente disdegnate da taluni; sebbene esistano numerosi piatti a base di trippa e di interiora, questi sono talvolta giudicati ripugnanti e vengono utilizzati per l'alimentazione degli animali.
Il morbo della mucca pazza ha accresciuto, a partire dagli anni novanta, il sospetto riguardante questi prodotti, come, in generale, tutte le carni rosse.
Oltre che in Europa, le frattaglie sono consumate in Asia, nel Magreb e nell'Africa sub-sahariana, come, per esempio, in Costa d'Avorio.

### Carne umana
Di tutti i tabù concernenti la carne, la carne umana si classifica come la più pesantemente vietata.
In tempi recenti, gli umani hanno consumato la carne di altri umani solo in caso di rituali o a causa di pazzia, odio o inedia, ma mai come parte della loro dieta comune, come, invece, fu in alcune circostanze in tempi passati.
Il consumo di carne umana è proibito dall'induismo. L'ebraismo e l'islam vietano anch'essi il cannibalismo.
I cristiani cattolici, luterani e ortodossi non si considerano toccati dal cannibalismo quando partecipano all'eucaristia, siccome credono che, benché il pane e il vino diventino il corpo e il sangue di Cristo, le loro apparenze ai sensi esterni rimangano quelle di pane e vino. I cattolici chiamano questa "trasformazione" transustanziazione, utilizzando il linguaggio proprio della filosofia scolastica e affermando che la sostanza del pane e del vino cessi di esistere, mentre gli accidenti permangano; gli ortodossi, invece, credono che avvenga la trasformazione ma esitano a descriverne il meccanismo, credendo che sia un sacro mistero. La maggior parte dei protestanti e altre correnti cristiane non credono che transustanziazione (o alcuna presenza fisica di Gesù in qualsiasi forma) avvenga.
Il cannibalismo era necessario in alcune tribù; il caso dei Fore della Papua Nuova Guinea è stato ampiamente studiato, poiché quando questi mangiavano la carne delle persone morte si trasmettevano il kuru, una malattia che si crede sia trasmessa dal prione. Nel libro La vita quotidiana in Cina alla vigilia dell'invasione mongola, Jacques Gernet parla di ristoranti che erano specializzati in carne umana. Dal contesto, tuttavia, non sembra che questo fosse un caso isolato associato alla carestia.

### Funghi
I funghi sono tabù all'interno di certe culture per svariate ragioni che possono essere:
- non sono né vegetali né animali;
- crescono durante la notte;
- certe specie (tra cui gli champignon) hanno un habitat sotterraneo e sono associati alle forze oscure e perfino malefiche della terra;
- sono apprezzati da animali come il maiale o il cane, considerati essi stessi degli esseri impuri;
- certe specie sono allucinogene (e si fanno attribuire a dei poteri magici) o tossiche (un certo numero di persone sono – o sarebbero – morte a seguito del consumo di funghi, talvolta parecchio tempo dopo la loro ingestione, dall'imperatore romano Claudio alle vittime dell'ergotismo del medioevo; la tossicità di certi funghi come il Cortinarius orellanus o la Gyromitra esculenta non è potuta essere attestata che in tempi recenti dagli scienziati: è per questo il mistero circa questi esseri è sussistito per così tanto tempo);
- i funghi contengono talvolta una concentrazione  di metalli pesanti e radioattivi molto maggiore di quella di altri organismi viventi (questo tema si è diffuso a partire dall'era industriale ma esisteva, all'interno di un certo sapere tradizionale, la cognizione del fatto che i funghi non fossero da raccogliere all'interno di certe aree, dove il suolo è ricco di certi elementi).

Per citare qualche esempio di questo divieto, si può rilevare che:
- i funghi fossero vietati per i primi adepti dello zoroastrismo[16];
- sono vietati ai devoti di Krishna[senza fonte];
- in parecchi popoli che utilizzano i funghi allucinogeni per i loro rituali, la loro assunzione è limitata a certe persone (maghi, sciamani[17]) o in certe occasioni (iniziazioni);
- recentemente, il consumo di funghi raccolti nell'Europa dell'Est (Polonia, Bielorussia, ecc.) come pure in alcune regioni francesi (Alpi, Corsica, Massiccio centrale, ecc.) toccate dalla nube di Černobyl', perfino la selvaggina che si sarebbe nutrita di questi funghi, è stata sospettata di aumentare il rischio di cancro.

### Specie animali

#### Anfibi e rettili
Il consumo di anfibi e rettili è vietato dall'ebraismo e dall'islam. In altre culture, alcune specie sono più o meno mangiate, ma il loro consumo è inusuale all'interno di certi paesi. Certe specie, come i serpenti o i rospi, ispirano sovente un sentimento di disgusto, siano essi vivi o morti.
Su tutti i continenti, alcune di queste specie sono apprezzate, e talvolta considerate come delle pietanze raffinate:
- le rane: se le cosce di rana sono un simbolo in qualche modo caricaturale della cucina francese per gli stranieri (in particolare per la cultura anglosassone), queste sono un alimento apprezzato in vari paesi dell'Europa continentale (Svizzera, Germania), nel Québec, nel sud degli Stati Uniti e nell'Asia orientale. La carne così fine delle cosce è considerata come prossima a quella degli uccelli;
- i rospi: il rospo gigante, o "pollo della montagna", è un piatto tradizionale dell'isola della Dominica, nelle Antille[18]; i rospi vengono anche consumati in Cina[19];
- i serpenti: questi sono notoriamente apprezzati nell'Asia orientale (dove il loro commercio è florido)[19][20], in Australia (tra gli aborigeni), in Africa, in America centrale e meridionale[21], ma anche negli Stati Uniti[22]; un tempo, la biscia dal collare era consumata in Normandia con il nome di "anguilla di siepe"[23];
- le lucertole e i varani: vengono cacciati dagli aborigeni australiani[24];
- i coccodrilli e gli alligatori: sono cacciati, e qualche volta anche allevati, per la loro carne, in diversi continenti: in Africa, in Asia, in Australia, nel sud-est degli Stati Uniti[25][26][27][28]; la loro carne viene anche importata in Europa[29].

#### Crostacei
Il consumo di crostacei è proibito nell'ebraismo; ugualmente, un certo numero di popoli rifiutano (o rifiutavano) di mangiare i granchi in Europa e in Africa.
Questo tabù alquanto strano si può spiegare a causa dell'aspetto inusuale di questi animali (secondo gli ebrei, il consumo di animali acquatici che non sono pesci è interdetto), ma anche a causa del loro comportamento e del loro regime alimentare: questi animali mangiano i resti dei corpi in decomposizione, similmente agli avvoltoi e al maiale (addirittura, almeno per quest'ultimi, se l'occasione si presenta, si ciberebbero anche di cadaveri umani). Un tempo il tabù era decisamente forte in Bretagna, paese di tradizione marittima, nel quale capitava che qualche marinaio sparisse nel mare.

#### Insetti e aracnidi

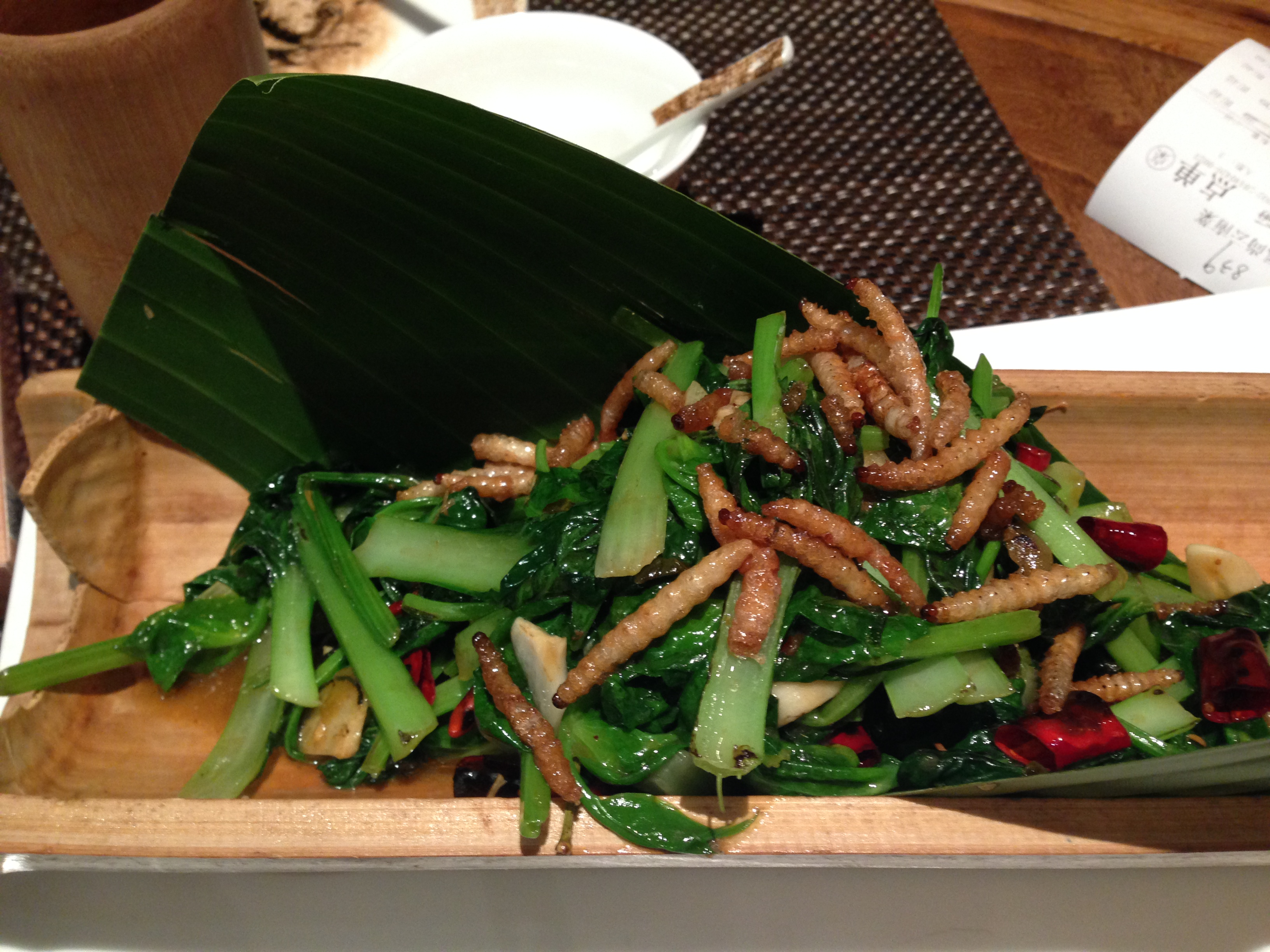
Larve di tarme della farina utilizzate nella cucina cinese.

Il consumo di insetti appare ripugnante per la maggior parte degli occidentali (contrariamente a quello dei gamberetti o dei granchi, il cui aspetto è prossimo).
Nella religione ebraica, il consumo è proibito da un doppio divieto espresso dal Levitico, con l'eccezione di alcune cavallette e certi grilli. Il Vangelo riporta, invece, che San Giovanni Battista si cibava di cavallette nel deserto: questo episodio biblico ricorda che, oltre alla dimensione ascetica della vita degli eremiti (costretti a nutrirsi di alimenti infimi), le cavallette hanno fatto parte del regime alimentare delle popolazioni del deserto da millenni e fino ai giorni nostri.
Il consumo di cavallette è altresì riconosciuto all'interno della tradizione arabo-islamica.
Gli antichi romani sarebbero stati consumatori di larve di Cossus cossus, come testimonia Plinio il Vecchio, ripreso successivamente da Jean-Henri Fabre.
All'inizio del XXI secolo, trentasei paesi africani, ventinove asiatici e ventitré delle Americhe sono abitati da popolazioni che consumano regolarmente insetti di 1.400 specie diverse.
A seconda dei paesi, numerose specie di insetti e di aracnidi sono consumate:
- i grilli e le cavallette;
- i bruchi (compresi i bachi da seta in Asia);
- le larve delle api, dei cerambicidi e di certi punteruoli del grano;
- le larve di alcuni ditteri;
- le cimici (jumiles in Messico);
- le formiche del miele o "honeypot ants" (in Australia e in Messico);
- i ragni e gli scorpioni.

In occidente, questa pratica è diffusa in ambiti ristretti; tra coloro che hanno approfondito la questione vi sono alcuni entomologi come Jean-Henri Fabre, e, più di recente, il cuoco Bruno Comby nel suo libro Délicieux insectes.
Durante lo svolgimento di Expo 2015, a Milano, i padiglioni belga e olandese hanno organizzato, previa autorizzazione delle autorità sanitarie locali, una degustazione di insetti per i visitatori.
Comunque, qualche pratica prossima all’entomofagia esiste in Europa :
- i pastori di Corsica e Sardegna apprezzano un formaggio fermentato e ammorbidito dall'azione delle larve delle mosche Piophila, formaggio che i Sardi designano con il nome di casu marzu; ufficialmente vietato, viene comunque venduto nel mercato nero; prodotti simili esistono sul continente, in Italia e nel sud-est della Francia;
- la crosta della mimolette tradizionale è affinata da degli acari (acari della farina o del formaggio).

Il miele non è oggetto di tabù generalizzato in occidente ed è anche un alimento per gli ebrei (anche se il Levitico vieta di offrirlo in sacrificio). Nel mondo occidentale, solo i vegetariani (vegani) si proibiscono di mangiarlo per principio, dal memento che la produzione si basa sullo sfruttamento delle api, benché si formi a partire dal polline e dal nettare dei fiori.
Ovviamente tutti gli insetti che vengono consumati non sono delle specie tossiche; in altri casi, è sconsigliato raccogliere insetti che si trovano in luoghi fortemente inquinati, come nei centri urbani, in prossimità di certe fabbriche o di grandi assi viari, nelle zone di agricoltura intensiva, ecc.
Il consumo di insetti potrebbe conoscere un rinascimento a causa dei problemi di nutrizione che colpiscono i paesi del terzo mondo. Nel febbraio 2008, una conferenza della FAO s'è riunita a Chiang Mai (Thailandia) per studiare il potenziale nutrizionale degli insetti. Secondo l'entomologo nederlandese Arnold van Huis, l'unica ragione per cui non vengono usati gli insetti negli aiuti umanitari sono i pregiudizi degli occidentali. Questo potenziale è molto interessante dal punto di vista della biodiversità e dell'alternativa ai metodi di agricoltura e d'allevamento proposti ai paesi del terzo mondo, inadatto ai loro contesti ecologici, economici e sociali. Il consumo di insetti nella dieta potrebbe attenuare le ripercussioni della crisi alimentare attuale in tutto il pianeta.

#### Mammiferi

##### Asini
La carne d'asino, come in generale tutta la carne equina, è proibita dall'ebraismo.
Anche in occidente, al di fuori dell'Italia, la carne d'asino non era consumata se non al di fuori di eccezionali casi, all'interno delle regioni più povere o nel tempo di guerra. Al giorno d'oggi, la sua vendita è legata allo sviluppo del turismo rurale e al gusto per il territorio e il suo folklore, un folklore talvolta ben poco autentico e creato di sana pianta con un obiettivo commerciale.
In Italia, invece la carne d'asino è consumata soprattutto nelle regioni settentrionali, dove viene generalmente conservata producendo salumi e cacciatorini oppure usata per stufati, brasati e stracotti.

##### Balene
L'islam sunnita permette ai fedeli di consumare la carne di balene che sono morte di cause naturali dal momento che c'è un famoso hadith sunnita che cita l'approvazione di Maometto circa questo tema. La carne di balena è vietata, al contrario, per l'islam sciita siccome le balene non hanno le squame. Inoltre, per ragioni più tecniche è quasi impossibile macellare una balena secondo le regole della macellazione islamica.
Nella cultura occidentale, il consumo di carne di balena è generalmente tabù (e illegale), con l'eccezione di qualche popolo indigeno, della Norvegia e dell'Islanda. La carne di balena è inoltre consumata in Giappone, ma il consumo in questo paese è oggetto di parecchie controversie.

##### Bovini
Le "vacche sacre" dell'India sono ben note a tutti: agli occhi d'un indù, la vacca è il tempio di tutti gli dèi e quindi il consumo della sua carne (e di quella degli altri bovini) è un tabù per gli adepti di questa religione. Questa credenza spesso intriga gli occidentali, i quali si sorprendono di vedere grandi mandrie di bovini sia nelle campagne che nelle stesse città di un paese nel quale la popolazione è ancora spesso povera e dove tuttora esiste la sottoalimentazione. Questo credo trova giustificazione con numerose ragioni, che sono state analizzate dall'antropologo statunitense Marvin Harris: i bovini producono forza lavoro (utile nell'agricoltura e nel trasporto delle merci e delle persone), latte, concime, combustibile e materiali di costruzione (col letame). I bovini sono indispensabili per i contadini poveri e quindi la loro uccisione (anche in caso di carestia) non apporterebbe vantaggi economici.
Il tabù del bovino in India non è assoluto, tant'è che musulmani e cristiani di quel paese ne consumano numerosi.
Un tabù simile a questo esiste per qualche altra etnie e per alcuni adepti del buddismo in Cina.
Anche in occidente, la crisi della mucca pazza ha provocato tra certi consumatori un rifiuto per la carne di bue, per lo meno di certe parti come le animelle e le cervella; queste inquietudini sono state prese in considerazione dai legislatori degli Stati e dell'Unione europea e dagli addetti nel campo della macellazione, che hanno sviluppato delle "etichette di qualità", atte a garantire la sicurezza e la tracciabilità delle carni.
Il tabù della carne di vitello, proibita dall'induismo per le ragioni di cui sopra, è relativamente poco frequente in occidente sebbene esistano, specialmente negli Stati Uniti e nelle isole britanniche, dei difensori dei diritti degli animali che sostengono che il vitello non si dovrebbe mangiare.

##### Cammelli e dromedari
Il cammello e il dromedario sono degli animali domestici comuni tra i popoli dei deserti dell'Africa settentrionale e dell'Asia. Se l'ebraismo vieta il consumo delle carni di tali animali, i nomadi musulmani d'Africa e d'Arabia talvolta la consumano perché per questi ultimi non è tabù (secondo l'antropologo Marvin Harris, quest'interdizione sarebbe smorzata perché dal momento che i dromedari sono indispensabili per i viaggiatori nel deserto, gli uomini sarebbero costretti ad abbatterli e mangiarli in eventualità estreme, come una carestia).
Il mangiare cammelli è severamente vietato nell'ebraismo perché la Torah considera il cammello animale impuro; anche se è un ruminante, non soddisfa il criterio dello zoccolo cogliato. Come altri animali di Casherut, i cammelli (e i lama) sono ruminanti con lo stomaco multicamerato. I cammelli appartengono alla famiglia Artiodactyla, che sono animali con i piedi divisi in due. Tuttavia, i piedi di un cammello formano pastiglie morbide piuttosto che zoccoli duri.
Nell'Islam, il mangiare dromedario è permesso, ed è infatti tradizionale nel cuore dell'Islam, cioè l'Arabia Saudita, e nella penisola arabica in generale.

##### Canguri
Il canguro è un animale comune in Australia ed è il più grande degli animali nativi di questo continente. È anche, da millenni, preda di caccia degli aborigeni, nonché dei primi coloni bianchi.
Al giorno d'oggi, se certe specie divenute ormai rare sono protette, il canguro rosso e qualche altra specie sono comuni e considerate "dannose"; queste vengono anche cacciate in grandi quantità e la loro carne è commercializzata nel mercato locale, trasformata per l’alimentazione degli animali e qualche volta esportata fino in Europa per la vendita al dettaglio e la ristorazione. Questa pratica è contestata dalle associazioni per la protezione degli animali e dell'ambiente, in Australia come in altri paesi dove la carne di canguro è importata.

##### Cani
Fuori da casi eccezionali (come la guerra e la carestia), il consumo di carne di cane è un tabù di origine culturale. Si tratta di un tabù al giorno d'oggi maggioritario in occidente, benché la carne di cane fosse parte, per lo meno occasionalmente, del regime alimentare dei Galli, come attestano varie scoperte archeologiche. All'inizio del XX secolo, in alcune grandi città europee come Parigi esistevano delle macellerie canine. Questa carne è, a dispetto dei tabù, ugualmente consumata in Svizzera, dove, in mancanza di una legge che lo vieta, è consumata in ambiti familiari: si è cominciato a vietarne il commercio nel canton Appenzello, dove, comunque, durante le feste familiari viene consumata la carne seccata di rottweiler o il ragù di bovaro del bernese, che è perfettamente legale. In Cina grazie alla qualità nutritiva di questo tipo di carne e alle sue virtù "fortificanti", quest'abitudine culinaria risale al XVIII secolo, periodo durante il quale si consumava anche la carne di volpe e di gatto.
Il consumo di carne di cane è abituale in Asia (specialmente in Corea, ma anche in Cina e in Vietnam). Le condizioni di allevamento dei cani da macello vengono spesse denunciate da tutte le associazioni occidentali dedite alla difesa degli animali. Un certo numero di paesi dell'estremo oriente (Hong Kong, le Filippine e Taiwan) ne hanno vietato il commercio.
In India, il consumo di carne di cane è presente ma molto marginale. Riguarda, infatti, solamente le caste più basse di intoccabili. Il termine chandala, che significa "mangia cani", è comunque utilizzato per designare alcune tra le caste più misere.
Infine, questo tipo di carne è considerata impura dall'ebraismo e dall'islam e, pertanto, è proibita da queste religioni.

##### Cavalli
La carne di cavallo è parecchio popolare in Italia, in particolare nelle cucine regionali di Lombardia, Veneto, Friuli-Venezia Giulia, Trentino-Alto Adige, Parma, Puglia, Sicilia e Sardegna. Al 2009, l'Italia si piazzava al decimo posto tra i paesi produttori di carne equina, con 16.000 tonnellate all'anno
Oltre che in Italia, la carne di cavallo è consumata in altri paesi dell'Europa meridionale e in alcuni paesi dell'Asia centrale e del Sud America.
La carne di cavallo è un alimento tabù per alcune culture sia per il ruolo da "compagno" e da "lavoratore" che il cavallo ha giocato per secoli (come per i rom) sia per preoccupazioni relative all'etica del processo di macellazione del cavallo. Quest'associazione storica, insieme a riti e religione, ha portato allo sviluppo di un'avversione verso il consumo di questo tipo di carne. Al cavallo è, inoltre, stato attribuito lo status di animale domestico in alcune parti del mondo occidentale, in particolare nei paesi anglosassoni: ciò rafforza ulteriormente il tabù riguardo al consumo della sua carne.
Alcuni scandali sanitari legati alla contaminazione della carne di cavallo da trichinosi e salmonellosi hanno contribuito a far leggermente diminuire il consumo di questo tipo di carne, benché l'impatto di questi scandali è stato minore se comparato a quello della mucca pazza o altri; nel 2001, in piena crisi della mucca pazza, il prezzo della carne equina aveva doppiato quello della carne di bue.

##### Conigli e lepri
La carne di coniglio è vietata dalla tradizione ebraica (Levitico), allo stesso modo della carne di lepre, della quale è parente. Questo tipo di carne è proibita anche nell'alevismo.
In un registro meno religioso, la carne di questo animale (e anche solo l'evocazione del suo nome) è tabù nell'ambiente dei marinai (i conigli rosicavano le corde e il legno delle navi) e analogamente in paesi a tradizione marittima, come l'Inghilterra. Nonostante ciò, esistono delle specialità a base di carne di lepre anche all'interno della cucina inglese.
In Italia, invece, nonostante la carne di coniglio sia una pietanza tradizionale in varie cucine regionali dell'Italia settentrionale, gli animalisti spingono per fare in modo di vietare il consumo di questa carne, dal momento che ritengono che il coniglio sia un animale da compagnia.

##### Elefanti
Mangiare la carne degli elefanti è vietato dall'ebraismo e dall'islam come quella di quasi tutti gli ungulati non ruminanti.
Gli elefanti sono cacciati per la loro carne nell'Africa subsahariana, ma questa caccia è criticata dalle ONG ecologiste, poiché mette in pericolo la sopravvivenza della specie, tanto quanto il traffico dell'avorio.
Più aneddoticamente, se gli elefanti sono degli animali rari ed esotici in Europa, abitualmente allevati da zoo e circhi, alcune situazioni di guerra hanno portato la popolazione a mangiarne la carne, benché inusuale (come durante l'assedio di Parigi del 1870).

##### Gatti
Può apparire scioccante per gli occidentali la consumazione di carne di gatto, che è al contrario, usuale in numerosi paesi:
- in Cina, un piatto a base di gatto, serpente e pollo viene chiamato "dragone, tigre e fenice"[69]; è successo che casi di vendita di questo piatto a base di gatto siano stati segnalati anche in Europa[70]
- nel Vietnam;
- nel Lesotho, ecc.

Queste tradizioni sono in ogni caso contestate, per esempio in certune delle province cinesi dove il modo di vivere degli abitanti tende ad avvicinarsi a quello dei paesi occidentali e, quindi, i gatti cominciano a essere considerati come degli animali di compagnia più che come fonte di nutrimento.
Talvolta, le situazioni di guerra o di grande povertà portano gli uomini a mangiare i gatti, anche se non ne sono abituati, in particolare in situazioni di assedio come quello di Parigi nel 1870 o di Leningrado durante la seconda guerra mondiale.  Probabilmente a periodi di povertà risale l'origine dell'epiteto di magna-gati per gli abitanti della città veneta di Vicenza.
In più paesi, la carne di gatto è comparata alla carne di coniglio o di lepre (analogia suscitata per la taglia e l'aspetto di questi animali):  lo testimoniano alcune espressioni (roof-hare in inglese e Dachhase in tedesco che significano "lepre di tetto". Il confronto è spesso utilizzato in senso umoristico, come nella canzone Au tord-boyaux di Pierre Perret in Francia e anche altrove (in Brasile, l'espressione churrasco de gato, "barbecue di gatto", viene usata per indicare i piccoli ristoranti di carne dalla dubbia salubrità).
Un uso recente della carne di gatto è da segnalare in Australia, tra gli aborigeni, che si sono abituati a cacciare questo animale da quando è stato introdotto dagli inglesi. Certuni ecologisti e scienziati approvano questa pratica, considerando che i gatti sono considerati come una specie invasiva e dannosa per la fauna e gli ecosistemi di questo paese.

##### Maiali
In seguito alle proscrizioni della Torah, la carne di maiale è vietata per gli ebrei e i musulmani, ma anche per alcuni movimenti cristiani, come gli avventisti. Bibbia (sia Antico che Nuovo Testamento) e Corano contengono numerose formule che descrivono il porco come impuro e il tabù è tuttora molto diffuso nei paesi a maggioranza musulmana.
Le ragioni di quest'interdizione (e della sua "potenza") sono diverse:
- simbolismo negativo (il maiale è ghiotto e sporco e rappresenta i più bassi istinti dell'umanità)
- esposizione alle malattie e ai parassiti (in particolare la Trichinella spiralis, nei paesi tropicali)
- inadattabilità del maiale ai climi aridi del Medio Oriente e dell'Arabia (tesi di Marvin Harris)
- sedentarietà (incompatibile con la vita delle popolazioni nomadi)
- prossimità psicologica tra l'uomo e il maiale, confermata anche da recenti ricerche in biologia e medicina, ecc.

Al contrario, il maiale è molto spesso allevato in Occidente (il tabù semitico del maiale non è diffuso in Europa, al di fuori delle comunità ebraiche, musulmane e da certe sette) e in Estremo Oriente.
Il tabù è più culturale che più strettamente religioso: tra i musulmani dei Balcani e dell'ex Unione Sovietica (quindi di cultura slava, albanese, ecc.) il maiale è ancora consumato ai giorni nostri, malgrado lo sviluppo recente di un certo fondamentalismo religioso legato ai problemi geopolitici della regione, che raccomanda l'applicazione dei precetti del Corano.
Anche tra gli ebrei francesi non provenienti dall'immigrazione aschenazita o sefardita, il prosciutto può essere consumato.
Nell'Africa settentrionale esistono degli allevamenti di maiali in Tunisia e in Marocco, destinati agli alberghi e agli stranieri, occidentali od orientali, residenti in tali paesi. Questa filiera, che ha origini del periodo in cui questi paesi erano protettorati francesi, è tuttavia minacciata da alcuni ulema e dalla concorrenza della carne importata.
Da notare il consumo tradizionale della carne di cinghiale da parte dei cacciatori delle montagne algerine.

##### Orsi
La carne d’orso è consumata in alcuni paesi dell'Asia dell'Est, dove alcuni fattori allevano questi animali, in condizioni spesso infernali, per raccoglierne la bile (considerata, specialmente in Cina, per certe superstizioni, come una panacea); la carne è anche consumata nei paesi nordici dell'Europa e dell'America, come in Canada e in Finlandia.
Questo tipo di carne è considerata impura dall'ebraismo e dall'islam; questo divieto si può spiegare con motivi sanitari, dal momento che gli orsi sono sovente portatori dei parassiti che causano la trichinosi e i casi di contaminazione non sono rari per le persone che ne mangiano.
Più recentemente, lo sfruttamento degli orsi nelle fattorie dell'Asia ha suscitato, sia in occidente che nella stessa Asia, le proteste degli ecologisti e delle ONG.

##### Renne e caribù
Tali animali forniscono una fonte di nutrimento per le popolazioni nordiche (come gli scandinavi, le popolazioni autoctone della Siberia e del Canada, ecc.), e questa carne è talvolta venduta in ristoranti e drogherie "etniche" dell'Europa occidentale e meridionale. La carne di renna scandalizza una parte della popolazione britannica e statunitense, abituata ad associare l'animale a Babbo Natale.

##### Roditori

###### Capibara e paca
Questi esotici animali sono consumati nelle comunità rurali sudamericane (fin ad ora, non sono considerati domestici). La proibizione della carne durante la Quaresima, raccomandata dal cattolicesimo, per un certo periodo non è stata applicata alla carne di capibara (grosso roditore acquatico) che i missionari di ritorno dalle Americhe avevano descritto come un pesce.

###### Nutrie
Specie d'origine sudamericana, la nutria è stata recentemente (nel XX secolo) introdotta nell'ambiente naturale d'Europa; ivi è spesso considerata un animale invasivo, che distrugge i raccolti ed erode gli argini di stagni e corsi d'acqua.
Ciononostante, è un animale consumato nell'Italia settentrionale, in particolare nel modenese e nel trevigiano, dove le nutrie vengono cucinate o in umido oppure ne viene fatto un pâté. La legge italiana non ne vieta, infatti, il consumo né la commercializzazione, a patto che le stesse siano sottoposte a vigilanza veterinaria.
Anche nell'ovest della Francia le nutrie vengono consumate e vendute o intere o in paté; avendo, tuttavia, il nome ragondin ("nutria" in francese) una connotazione negativa dal momento, è talvolta chiamato lièvre des marais ("lepre di palude").

###### Porcellini d’India
Nella loro zona d'origine, l’America del Sud, le cavie, o porcellini d'India, sono allevate come animali da macello (similmente ai conigli in Italia), sotto il nome di cuy. Questo sarebbe impensabile in Europa o nell'America del Nord, nonostante il riferimento all'animale da macello sussista in numerose lingue (a cominciare dall'italiano "maialino d'India" o il francese "cochon d'Inde" o l'inglese "guinea pig"). Tuttavia, anche la carne di porcellino d'India, come tante altre carni tabù, è stata consumata per necessità durante la seconda guerra mondiale.

###### Ratti e pantegane
Più specie di ratti e di altri piccoli roditori vengono mangiati da alcune comunità rurali d'Asia e d'Africa. In occidente, invece, il ratto è associato alla sporcizia e ai rifiuti, e pertanto non viene consumato se non in situazioni estreme come la guerra (l'episodio dell'assedio di Parigi del 1870 è molto conosciuto).
Comunque, i ghiri venivano allevati dai romani nell'antichità; questi sarebbero anche cacciati a fini alimentari in qualche paese e regione d'Europa nel quale abbondano, come in Slovenia o in Corsica.
Nel mese di agosto del 2008, un ministro dello stato indiano del Bihar (uno dei più poveri dell'India) ha incoraggiato la popolazione a mangiare carne di ratto; quest'affermazione, che parrebbe scioccante per un occidentale, ha una giustificazione precisa: i ratti consumati in questo paese provengono essenzialmente dalle campagne e quindi si nutrono di cereali, non dai rifiuti urbani.
Il ministro ha inoltre raccomandato la creazione di aziende d'allevamento di ratti e ha permesso l'introduzione di questi animali nei circuiti commerciali (ristoranti, alberghi, ecc.).
In Africa, l'allevamento del ratto dei bambù africani (Thryonomys swinderianus) è raccomandata da numerose agenzie e organizzazioni ecologiste, perché il suo allevamento non è caro e la specie offre un buon rendimento di carne, comparabile a quella del coniglio. Se questo animale è già consumato come selvaggina in Africa, il suo allevamento offre maggiori vantaggi:
- si adatta ai climi africani e resiste a più a malattie e parassiti;
- il suo allevamento richiede pochi mezzi materiali e finanziari e non esaurisce le risorse naturali come l'allevamento del bestiame tradizionale (bovini, ovini, ecc.);
- offre un sostituto alla bushmeat (scimmie, rettili, antilopi, ecc.), che minaccia la sopravvivenza di certe specie e può rappresentare un grave pericolo per la salute;
- offre un'attività economica e uno sbocco agli allevatori e agli agricoltori africani, sia in ambito rurale che peri-urbano[91][92].

###### Scoiattoli
Lo scoiattolo non è una cacciagione comunemente apprezzata in Europa, dove è protetto in numerosi paesi e suscita, piuttosto, la simpatia della popolazione.
Tuttavia, in Inghilterra, una specie introdotta dall'America settentrionale, lo scoiattolo grigio, si è recentemente espansa a tal punto da mettere in pericolo la sopravvivenza dello scoiattolo rosso autoctono: per fronteggiare questa emergenza ecologica, alcuni britannici hanno trovato la particolare soluzione di cacciare, mangiare e commercializzare la carne di questo animale al fine di ridurne il numero.

##### Scimmie
La carne di scimmia è un tipo di carne selvatico (bushmeat) comunemente consumato in Africa e Asia. Molte specie sono consumate, comprese le specie di grandi dimensioni quali scimpanzé, bonobo, gorilla, ecc,. La caccia è incentivata dalla povertà e dall'instabilità politica di numerosi paesi, che impediscono di implementare la messa in atto di misure di protezione effettive per questi animali.
Questa pratica incontra sempre più oppositori per diverse ragioni:
- dato che numerose specie di primati sono minacciate dall'estinzione, la caccia per l'approvvigionamento della carne è un ulteriore pericolo (assieme alla deforestazione e al traffico di animali finalizzato alla vendita di capi a laboratori di ricerca, parchi zoologici, e collezioni private);
- la prossimità fisiologica tra la scimmia e l'uomo suscitano spesso una reazione di disgusto, per l'equiparazione al cannibalismo[96];
- inoltre si sospetta che il consumo di carne di scimmia sia la causa della trasmissione di malattie all'uomo (sempre a causa della vicinanza genetica tra uomo e scimmia), tra cui l'AIDS e il virus ebola[95][97][98].

#### Pesci
I pesci, o per lo meno alcune loro specie, sono tabù all'interno di qualche popolazione:
- in Africa, numerosi popoli pensano che il pesce sia (o sia stato) un animale tabù per tutta la popolazione o solo parte di essa (ne è vietato il consumo alle donne incinte, per esempio, in alcune culture)[99];
- certe specie di pesci (quelli "senza pinne né scaglie" come l'anguilla, il pescegatto, lo squalo) sono vietati per l'ebraismo[30];
- secondo Jared Diamond, i vichinghi che si erano stabiliti sulla costa della Groenlandia si sarebbero rifiutati di mangiare il pesce e non avrebbero pertanto avuto la possibilità di sopravvivere al raffreddamento globale, il quale decimò la loro cultura e le loro truppe (teoria basata sulla rarità delle tracce di pesce e degli strumenti di pesca osservati nei siti archeologici vichinghi di questi paesi)[100].

#### Uccellame
Certe specie di uccelli, come il pollo, fanno parte dell'alimentazione umana all'interno di numerose culture, mentre in altre sono evitate a causa della cultura, della legge o, più raramente, perché suscitano disgusto.

##### Cigni
In Inghilterra, la caccia al cigno è proibita perché è un privilegio reale. Tutti i cigni del paese, in teoria, appartengono alla Corona.

##### Corvi
I corvi, uccelli sciacalli, sono disprezzati in numerosi paesi, e, a maggior ragione, lo è il consumo della loro carne. In tempo di carestia o guerra, tuttavia, si mangiavano i corvi giovani (i corvi adulti sono letteralmente immangiabili perché la loro carne è troppo coriacea anche dopo ore di cottura); il corvo era tariffato dagli uffici di approvvigionamento di alcune città durante la prima guerra mondiale, così come le loro uova e i ratti.
In inglese, il detto to eat crow ("mangiare il corvo") significa "essere costretto a qualcosa di umiliante" (l'equivalente italiana di "ingoiare il rospo" o "mandare giù un boccone amaro"). Gli inglesi, ciononostante, preparano la rook pie (paté di corvo nero) con lo stomaco del volatile.
In India, il popolo nomade dei kakmara si definisce come il popolo dei "cacciatori di corvo" (kak significa proprio corvo e mara cacciatore). Questa definizione illustra il fatto che il consumo della carne di questa specie è molto marginale.

##### Passeracei
La carne dei piccoli passeracei (merli, capinere, pettirossi, ecc.) è apprezzata nelle campagne dell'Europa occidentale (tra cui quelle italiane, in particolare al Nord-est), dell'Africa settentrionale e della Cina.
La preparazione della carne di passeraceo prima della cottura è piuttosto laboriosa (decapitazione del passero, spiumatura, strinatura, eliminazione delle interiora, ecc.), fatto che se è giustificato per un volatile delle dimensioni di un pollo, diventa laborioso per un volatile così piccolo, dovendosene preparare un certo numero per raggiungere il quantitativo sufficiente a formare una portata.
Inoltre è carne amarognola e quindi va cotta in un sugo piuttosto sapido; per ogni passero la sua quantità è molto modesta e si stacca con una certa difficoltà dallo scheletro.
Tutto questo fa sì che si tratti di un piatto che sta diventando sempre meno diffuso.
Il consumo di carne di questi uccellini suscita talvolta stupore o disgusto nelle persone non abituate:  lo stupore dei cittadini di Marsiglia nel vedere i campagnoli che mangiano dei piccoli uccelli è descritto nel romanzo La gloria di mio padre di Marcel Pagnol.
È in atto una tendenza a vietare per legge il consumo di questi animali, in numerosi paesi, in particolare all'interno dell'Unione europea.

##### Piccioni
La carne di piccione è popolare nei paesi mediterranei, ma in questi casi gli uccelli sono allevati; anche i piccioni selvatici sono spesso consumati in numerosi paesi e sono uno dei bersagli preferiti dai cacciatori amatoriali.
Tuttavia, i piccioni delle città suscitano spesso la repulsione e, d'altronde, non sono adatti al consumo umano dal momento che sono portatori di malattie come la salmonellosi e la clamidia.
La carne di piccione selvatico e delle specie imparentate è motivo di ripetuti conflitti tra i consumatori e gli ecologisti.

##### Uccelli "impuri" nella tradizione ebraica
Il Levitico traccia una lista di uccelli impuri, dei quali è vietato il consumo. La lista comprende numerosi rapaci tra cui: avvoltoi, gipaeti, ossifraga, nibbi, corvi, struzzi, allocchi, gabbiani, falchi, gufi, cormorani, civette, ibis, pellicani, cicogne, aironi, upupe e pipistrelli.

### Organismi geneticamente modificati
Lo sviluppo di colture geneticamente modificate in tutto il mondo provoca timori, come quelli degli ecologisti e di vari militanti (come gli alter-global), circa i rischi potenziali della loro ingestione (ma anche dei loro effetti sull'ambiente oppure sulle strutture sociali contadine).
Gli OGM suscitano una forte opposizione all'interno della popolazione e degli ambienti politici dell'Europa, del Canada, del Giappone e persino degli Stati Uniti d'America, tanto più che la loro commercializzazione è intervenuta poco dopo i numerosi scandali sanitari degli anni '80 e '90 (mucca pazza, diossina, ecc.).

### Uova
Il giainismo vieta ai suoi fedeli di mangiare le uova. Parecchi indù vegetariani, allo stesso modo dei vegani, evitano di consumarle.